# 608

## أحداث
- هرقل الأكبر والي إفريقيا وابنه هرقل، يقومون بِثورة على حكم فوقاس في القسطنطينية

## مواليد
- جويرية بنت الحارث
- سلمة بن ذؤيب
- غالب بن صعصعة

## وفيات
- الشاعر العربي ضمرة بن ضمرة
- الشاعر العربي زهير بن أبي سلمى (تقديرا).
- حاكم دولة المناذرة النعمان بن المنذر (تقديرا).